# 青金石
青金石（英語：Lazurite）為一種架狀矽酸鹽礦物，含硫酸根、硫離子、氯離子，化學式為(Na,Ca)8[(S,Cl,SO4,OH)2|(Al6Si6O24)]。 屬於似長石類礦物方鈉石礦物群的一員，晶系為等軸晶系，完好的晶型極為罕見，大多呈塊狀。自然界中多數存在於青金岩中。其英文「Lazurite」則來自波斯語lazward 其意為藍色。

## 性質與成因
顏色呈現深藍色到藍綠色。之所以會有這樣的顏色是因為含有S−

3離子的關係。 其摩式硬度為5.0至5.5，比重為2.4。呈透明折射率為1.50，溶於鹽酸。
外觀上容易與青金石混淆的礦石有方鈉石和藍銅礦：
方鈉石又稱蘇打石，呈粗晶結構，顏色均一，硬度為5.5~6.0，密度為2.15~2.35，折光率1.483~1.487，質地不如青金石均勻，有橙色和粉紅色螢光。
藍方石，有橙色螢光，密度2.44~2.50，折光率1.490~1.504。
藍銅礦的硬度比青金石低，為3.5~4.0，折光率1.73~1.83，質地脆，無大的緻密塊體。同時青金石礦物的英文「Lazurite」曾經被用來作為藍銅礦的同義字。
其他的藍色礦物像是磷酸鹽天藍石可能會跟青金石搞混，但是可以簡單地區分兩者。
青金石為石灰岩接觸變質的產物，因此一般也會和方解石、黃鐵礦、透灰石、矽鎂石、鎂橄欖石、藍方石和白雲母共生。

## 產地
青金石於1890年第一次在論文被描述在阿富汗巴達克山省Koksha Valley的Sar-e-Sang區有產出。 在阿富汗的巴達克山的青金石產地已有6000年的開發歷史。古代波斯，大流士國王建宮殿就有使用索格底亞納(Sogdiana)的青金石。 從公元6世紀末到7世紀就開始被作為藍色顏料 。另外在俄罗斯的貝加爾湖、維蘇威火山、緬甸、加拿大以及美國亦有產出。

## 晶體結構
根據晶體結構判斷，青金石應該為富含硫化物的藍方石，因為已經有紫方鈉石的先例，故青金石只能被歸類為藍方石的變種而非獨立的礦物品種。
青金石可做為染料同時具有淺藍色的條痕顏色偏乳白色 (尤其是作為半寶石的青金石岩石的主成分)。大部分的藍方石條痕多為白至蒼藍色且呈半透明。其最大的差異在於硫離子和硫酸根離子的比例。

## 參照
- 群青
- 青金岩